# Радван (султан Алеппо)
Радван (*д/н — 10 грудня 1113) — султан Алеппо в 1095—1113 роках. Повне ім'я Фахр аль-Мульк Радван бен Тутуш.

## Життєпис
Походив з династії Сельджукидів. Старший син Тутуша I, султана Сирії. Про дату народження та молоді роки нічого невідомо. Виховувався під орудою атабека Джанаха аль-Даули аль-Хусейна У 1095 році після загибелі батька захопив владу в султанаті, відсторонивши від влади зведеного брата Дукака, надавши його в керування область Джезіре. Втім останній того ж року зумів захопити Дамаск.
За цим Радван спрямував війська проти заколотника. Але проти султана також виступив впливовий рід Артукідів, що керував Палестиною, та Яґ'ясіях, малік Антіохії. Останній мав тривалу ворожнечу з атабеком Радвана. В результаті султану 1096 року не вдалося захопити Дамаск. Цим було закріплено розпад Сирійського султанату на емірат Дамаску і султанат Алеппо. Опісля посварився з атабеком Джанахом аль-Даулою, який захопив Хомс. Спроби його відпоювати виявилися марними.
У 1097 році війська учасників Першого хрестового походу взяли в облогу місто Антіохія. Втім більшу увагу Радван став приділяти боротьбою з Єдесським графством. У 1098 року зазнав поразки у битві біля фортеці Азіз від військ графа Балдуїна Едесського.
Уклав союз з Килич-Арсланом I, султаном Рума, та Данішмендидом Газі, спрямований проти хрестоносців. Спільно з ними завдав поразки європейцям у битвах при Гераклеї та Мерзівані. У 1103 році найняв гашишинів, які вбили Джахана аль-Даули. Втім місто захопив Дукак Дамаський.
1104 році після смерті брата Дукака повалив Тутуша II і Бактака, на деякий час об'єднав Сирійський султанат. В цей час Радван наказав стратити зведених братів Абу-таїба й Бахрама. Того ж року Тугтегін Бурід став фактичним правителоем Дамаск, незабаром після цього заснувавши власну династію. Разом з тим влада Радвана на цими володіннями визнавалася суто номінально.
У 1105 році намагався допомогти залозі фортеці в Триполі, втім марно. Невдовзі місто було захоплено хрестоносцями. Того ж року рушив проти Антіохійського князівства, яке опинилося в складній ситуації. Але у битві при Артасі зазнав поразки від військ регента Танкреда Тарентського.
Після цього почалася тривала війна супроти Танкреда, який зумів захопити міста Артезію й Аламею. У 1107 року до Сирії вдерся Килич-Арслан I, що взяв в облогу Мосул. За підтримки Мухаммеда I, султана Великих Сельджуків, Радван у битві біля річки Хабур, завдав султану Рума нищівної поразки, в якій Килич-Арслан загинув. Його синів Радван відправив до двору Великого Сельджука.
У 1111 році було укладено мирний договір з Антіохійським князівством, за яким султан втратив усі землі, захоплені хрестоносцями, та заплатив 20 тис. золотих динарів. З цього моменту Радван намагався дотримувати миру з європейцями, більше уваги приділяв боротьбі з мусульманськими сусідами. Він усіляко саботував накази халіфа щодо спільного виступу разом з Мавдудом, еміром Мосула, проти Антіохії. Згодом номінально погодившись з приєднанням до джихаду за допомогою ассасінів усунув Мавдуда та відмовився від підтримки воєнної виправи сельджуків.
Помер у грудні 1113 року. Опісля його смерті натовпи місцевих ополченців-сунітів очолювані каді Ібн аль-Кашабом винищили його прихильників та місцевих гашишинів (за співпрацю з хрестоносцями). Йому спадкував малолітній син Алп-Арслан.